# Jean-Marie Daillet
Jean-Marie Daillet (Rennes, 29. studenoga 1929.) je francuski političar. Bio je neovisni zastupnik, zatim u Uniji za francusku demokraciju (Centar socijaldemokrata) i skupini Unije središta. Prije UDF-a bio je u Demokratskom centru. Veliki je simpatizer Hrvatske.
Protivio se pobačaju, zbog čega je osobito optuživao ministricu Simonu Veil, da je prihvatila gledati ljudske embrije "bačene u krematorijsku peć ili u otpatke".
Od 1973. do 1993. bio je zastupnik departmana Manche. Bio je francuski veleposlanik u Bugarskoj.
Rémy Daillet-Wiedemann postao je kasnije predsjednik federacije MoDem za područje Haute-Garonne.
Od 2007. Jean-Marie Daillet predsjednik je Amicale des anciens MRP-a.

## Veze s Hrvatskom
U prvim mjesecima Domovinskog rata isticao se kao simpatizer Hrvatske. Bilo je to u vremenu hrvatske borbe za međunarodno priznanje i samostalnost. Bio je član francuske parlamentarne delegacije, koja je nekoliko dana uoči najavljenog priznanja Hrvatske 15. siječnja 1992. posjetila Hrvatsku i predsjednika Hrvatskog sabora Žarka Domljana.
Utemeljio je udrugu za pomoć Hrvatskoj Solidarité France-Croatie. Svoju je naklonost prenio i na sinove Michela i Rémyja. Sinovi su se dragovoljno pridružili hrvatskoj vojsci i borili se na slavonskom bojištu.
Rémy Daillet osobito je ostao privržen Hrvatskoj. Jeseni 1992. oženio se u Zagrebu, u isusovačkoj bazilici Srca Isusova u Palmotićevoj ulici.